# ミナミウミカワウソ
ミナミウミカワウソ（南海獺、Lontra felina）は、イタチ科カナダカワウソ属に分類される食肉類。別名ウミカワウソ。

## 分布
アルゼンチン、チリ、ペルー

## 形態
体長50-60cm。尾長30-37cm。体重3.2-5.8kg。背面の毛衣は濃褐色で、上毛の先端は明色。腹面の毛衣は淡黄褐色や灰褐色で、頬や顎、喉は明色。
吻端にある体毛が無く露出した板状の皮膚（鼻鏡）の上縁は直線的か丸みを帯びる。水かきの下面には体毛が点在する。

## 生態
岩礁海岸などに生息する。昼行性だが、午前中は陸上で休む。単独もしくは3頭までの家族群を形成し生活する。
食性は動物食で、主に甲殻類を食べるが貝類、魚類も食べると考えられている。水中で獲物を捕食する。
繁殖形態は胎生。妊娠期間は60-120日。岩の割れ目などで、チリの個体群は9-10月に1回に2頭の幼獣を産む。

## 人間との関係
生息地では食用とされたり、毛皮が利用される事もあった。
海洋汚染、毛皮目的の乱獲、漁業による混獲などにより生息数は減少している。生息地では法的に保護の対象とされているが、密猟・密輸される事もある。